# Благовещенский район (Алтайский край)
Благове́щенский райо́н — административно-территориальное образование (сельский район) и муниципальное образование (муниципальный район) в Алтайском крае России.
Административный центр — пгт Благовещенка, расположенный в 275 км от Барнаула.

## География

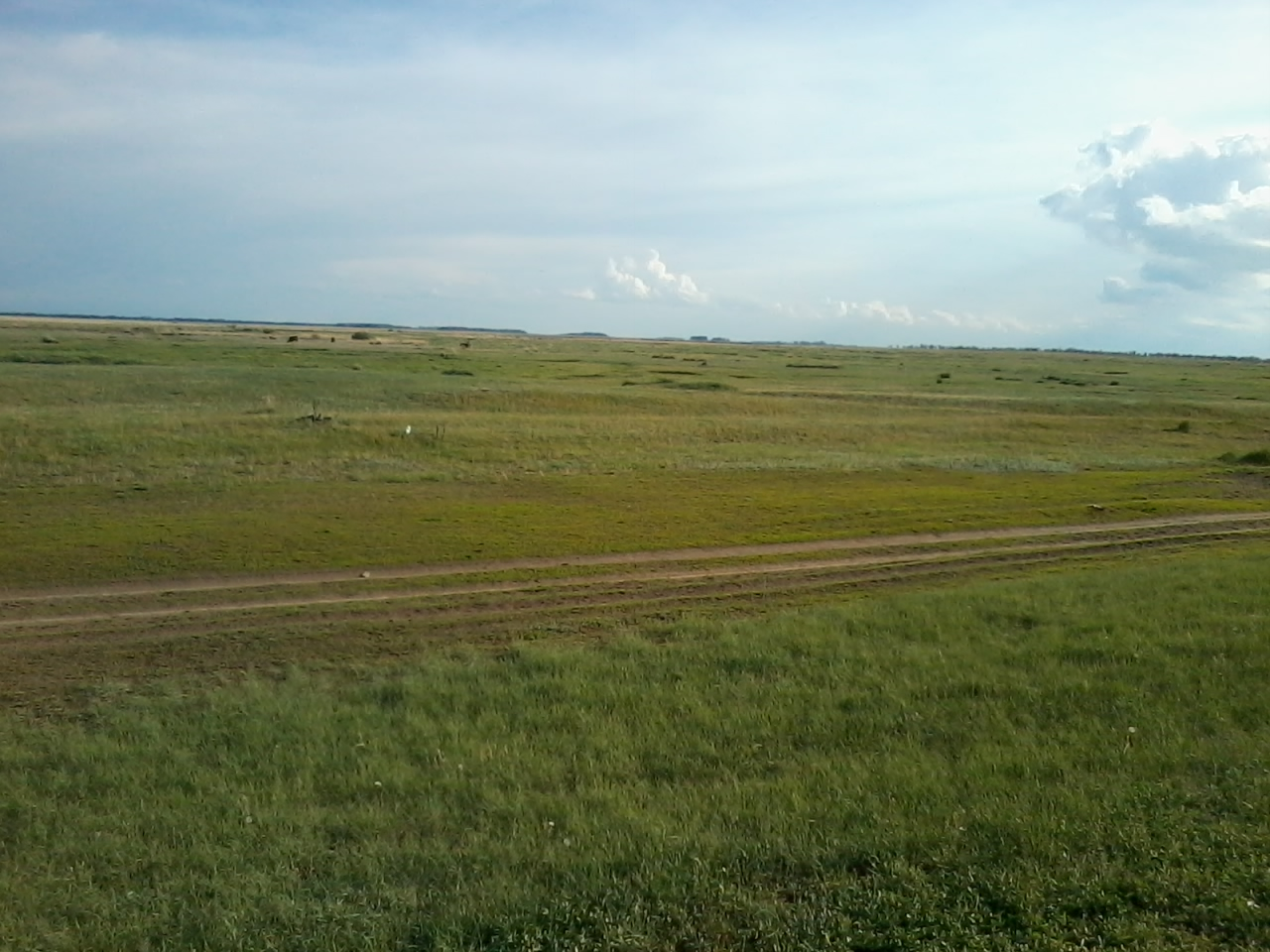
Степь в Благовещенском районе возле села Шимолино

Район расположен в западной части края в пределах Кулундинской равнины. Граничит на северо-западе — с Славгородским, на севере — с Суетским, на северо-востоке — с Баевским, на востоке — Завьяловским, на юге — с Родинским, на западе — с Кулундинским и Табунским районами края.
Рельеф — равнинный. Имеются запасы глины, гравия, песка, мирабилита. Климат резко континентальный. Средняя температура января — −18,2 °C, июля — +19,8 °C. Количество атмосферных осадков — 300—310 мм. На территории района более 20 горько-солёных и пресных озёр, в числе крупнейших: Кулундинское и Кучукское; протекают реки Кулунда и Кучук, а также Кулундинский магистральный канал. Почвы каштановые и южные чернозёмы. Растут: берёза, тополь, сосна, осина, боярышник, степные травы. Обитают из зверей: косуля, корсак, заяц, лиса, барсук, ондатра, хорь; из птиц: гусь, утка, журавль-красавка, розовый фламинго; из рыб: окунь, линь, пескарь, карась, карп, сазан, толстолобик, щука.

## Население
| 1959    | 1996    | 1997    | 1998    | 1999    | 2000    | 2001    | 2002    | 2003    |
| ------- | ------- | ------- | ------- | ------- | ------- | ------- | ------- | ------- |
| 37 662  | ↘36 202 | ↗36 901 | ↘36 501 | ↘36 200 | ↗36 300 | ↘36 100 | ↘35 500 | ↘34 799 |
| 2004    | 2005    | 2006    | 2007    | 2008    | 2009    | 2010    | 2011    | 2012    |
| ↘34 503 | ↘34 489 | ↘34 278 | ↘33 926 | ↘33 568 | ↘33 206 | ↘30 783 | ↘30 720 | ↘30 345 |
| 2013    | 2014    | 2015    | 2016    | 2017    | 2018    | 2019    | 2020    | 2021    |
| ↘30 019 | ↘29 451 | ↘29 128 | ↘28 739 | ↘28 596 | ↘28 461 | ↘28 044 | ↘27 752 | ↘26 285 |

### Урбанизация
В городских условиях (рабочие посёлки Благовещенка и Степное Озеро) проживают 61.19 % населения района.

#### Национальный состав[16]
| национальность | мужчины | женщины | всего  | %    |
| -------------- | ------- | ------- | ------ | ---- |
| русские        | 13 780  | 15 556  | 29 336 | 84,1 |
| немцы          | 1 106   | 1 200   | 2 306  | 6,6  |
| украинцы       | 833     | 1 029   | 1 862  | 5,3  |
| казахи         | 301     | 296     | 597    | 1,7  |
| белорусы       | 64      | 74      | 138    | 0,39 |
| татары         | 53      | 46      | 99     | 0,28 |
| армяне         | 50      | 33      | 83     | 0,24 |
| чуваши         | 37      | 31      | 68     | 0,19 |

## Административно-муниципальное устройство
Благовещенский район с точки зрения административно-территориального устройства края включает 12 административно-территориальных образований, в том числе 2 посёлка городского типа районного значения (поссовета) и 10 сельсоветов.
Благовещенский муниципальный район в рамках муниципального устройства включает 12 муниципальных образований, в том числе 2 городских поселения и 10 сельских поселений:
| №        | Муниципальное образование  | Административный центр | Количество населённых пунктов | Население (чел.) | Площадь (км²) |
| -------- | -------------------------- | ---------------------- | ----------------------------- | ---------------- | ------------- |
| 1e-06    | Городское поселение        |                        |                               |                  |               |
| 1        | Благовещенский поссовет    | пгт Благовещенка       | 2                             | ↘10 634          | 714,16        |
| 2        | Степноозёрский поссовет    | пгт Степное Озеро      | 1                             | ↘5639            | 45,15         |
| 2.000002 | Сельское поселение         |                        |                               |                  |               |
| 3        | Алексеевский сельсовет     | село Алексеевка        | 3                             | ↘354             | 115,54        |
| 4        | Гляденьский сельсовет      | село Глядень           | 4                             | ↘1272            | 140,14        |
| 5        | Леньковский сельсовет      | село Леньки            | 2                             | ↘2893            | 331,91        |
| 6        | Нижнекучукский сельсовет   | село Нижний Кучук      | 1                             | ↗441             | 284,85        |
| 7        | Николаевский сельсовет     | село Николаевка        | 2                             | ↘827             | 211,16        |
| 8        | Новокулундинский сельсовет | посёлок Новокулундинка | 4                             | ↘879             | 243,00        |
| 9        | Орлеанский сельсовет       | село Орлеан            | 2                             | ↗551             | 198,04        |
| 10       | Суворовский сельсовет      | село Суворовка         | 3                             | ↘886             | 276,20        |
| 11       | Шимолинский сельсовет      | село Шимолино          | 3                             | ↘977             | 809,96        |
| 12       | Яготинский сельсовет       | село Яготино           | 3                             | ↘780             | 324,17        |

### Населённые пункты
В Благовещенском районе 30 населённых пунктов:
| №  | Населённый пункт | Тип                     | Население | Муниципальное образование  |
| -- | ---------------- | ----------------------- | --------- | -------------------------- |
| 1  | Александровка    | посёлок                 | ↘40       | Алексеевский сельсовет     |
| 2  | Алексеевка       | село                    | ↗347      | Алексеевский сельсовет     |
| 3  | Байгамут         | посёлок                 | ↘86       | Орлеанский сельсовет       |
| 4  | Благовещенка     | пгт                     | ↘10 446   | Благовещенский поссовет    |
| 5  | Глядень          | село                    | ↘684      | Гляденьский сельсовет      |
| 6  | Глядень-2        | село                    | ↘278      | Гляденьский сельсовет      |
| 7  | Глядень-3        | село                    | ↗296      | Гляденьский сельсовет      |
| 8  | Глядень-4        | село                    | →149      | Гляденьский сельсовет      |
| 9  | Дмитриевка       | село                    | ↘94       | Леньковский сельсовет      |
| 10 | Долинка          | село                    | ↘357      | Новокулундинский сельсовет |
| 11 | Калиновка        | посёлок                 | ↘64       | Алексеевский сельсовет     |
| 12 | Курган           | посёлок                 | ↘90       | Новокулундинский сельсовет |
| 13 | Леньки           | село                    | ↘3232     | Леньковский сельсовет      |
| 14 | Мельниковка      | посёлок                 | ↘323      | Шимолинский сельсовет      |
| 15 | Михайловка       | посёлок                 | ↘157      | Шимолинский сельсовет      |
| 16 | Нижний Кучук     | село                    | ↗441      | Нижнекучукский сельсовет   |
| 17 | Николаевка       | село                    | ↘618      | Николаевский сельсовет     |
| 18 | Новокулундинка   | посёлок                 | ↘490      | Новокулундинский сельсовет |
| 19 | Новотюменцево    | посёлок                 | ↗187      | Новокулундинский сельсовет |
| 20 | Орлеан           | село                    | ↘525      | Орлеанский сельсовет       |
| 21 | Преградинка      | посёлок                 | ↘336      | Суворовский сельсовет      |
| 22 | Степное Озеро    | пгт                     | ↘5639     | Степноозёрский поссовет    |
| 23 | Суворовка        | село                    | ↗555      | Суворовский сельсовет      |
| 24 | Сухой Ракит      | село                    | ↗76       | Благовещенский поссовет    |
| 25 | Татьяновка       | посёлок                 | ↘348      | Николаевский сельсовет     |
| 26 | Тельманский      | посёлок                 | ↘330      | Яготинский сельсовет       |
| 27 | Хорошавка        | посёлок                 | ↘126      | Суворовский сельсовет      |
| 28 | Шимолино         | село                    | ↘828      | Шимолинский сельсовет      |
| 29 | Яготино          | село                    | ↘600      | Яготинский сельсовет       |
| 30 | Яготинская       | железнодорожная станция | ↗26       | Яготинский сельсовет       |

Упразднённые населённые пункты:
- 1960-е и 1970-е годы — 12-й Октябрь, Алексеевка, Бахарево, Борки, Донское, Екатериновский, Жжёные Ракиты, Метеор, Паново.
- 1982 год — посёлки Ленино, Фадеевка;
- 1983 год — посёлки Бирюковка, Вознесенка, Георгиевка, Лобзоватый, Сергеевка,
- 2000 год — разъезды Плотава и Хорошавка.
- 2010 год — разъезд Кучук Яготинского сельсовета[22].

## Экономика
Основное направление экономики — химическая промышленность, переработка сельскохозяйственной продукции и сельское хозяйство (производство зерна, мясомолочное животноводство). На территории района находится основное бюджетообразующее предприятие ОАО «Кучуксульфат» — единственный в России производитель сульфата натрия.

## Транспорт
По территории района проходят автодороги до Барнаула, Кулунды, Родино, ж/д магистраль «Барнаул—Кулунда». Видом транспорта и достопримечательностью района является узкоколейная железная дорога Кучукского сульфатного комбината.